# Bobò
Pour les articles homonymes, voir Cannavacciuolo et Bobo.
Vincenzo Cannavacciuolo, dit Bobò, est un comédien italien né 1er décembre 1936 à Villa di Briano (province de Caserte) et mort le  1er février 2019 à Naples.

## Biographie
Atteint de microcéphalie et sourd-muet, Bobò perd son frère jumeau à la naissance. Interné à partir de 1952 dans un hôpital psychiatrique à Aversa, il est remarqué par le metteur en scène italien Pippo Delbono, venu organiser un atelier théâtre en 1995. « Il avait quelque chose de doux et de poétique. Une tendresse... quelque chose de rare. » Delbono le prend en charge et en fait dès lors son comédien fétiche, le plaçant au cœur de toutes ses mises en scène.
Bobò meurt des suites d’une pneumopathie bronchique le 1er février 2019.

## Théâtre
Mises en scène de Pippo Delbono
- 1995 : La rabbia
- 1997 : Barboni
- 1998 : Guerra
- 2000 : Esodo
- 2000 : Il silencio

- 2002 : Gente di plastica
- 2004 : Urlo
- 2006 : Questo buio feroce

- 2008 : La menzogna

- 2011 : Dopo la battaglia

- 2013 : Orchidee

- 2015 : Vangelo

- 2018 : La gioia

Opéras
- 2012 : Cavalleria rusticana
- 2014 : Don Giovanni
- 2014 : Madama Butterfly
- 2018 : Pagliacci

## Cinéma
- 2006 : Grido, documentaire de Pippo Delbono
- 2009 : Il silenzio de  Vitold Krysinsky
- 2009 : Questo buio feroce de Pippo Delbono
- 2013 : Henri de Yolande Moreau